# 乙圩乡
乙圩乡，是中华人民共和国广西壮族自治区河池市大化瑶族自治县下辖的一个乡镇级行政单位。

## 行政区划
乙圩乡下辖以下地区：
乙圩村、常怀村、果好村、巴岩村和巴追村。